# MMA 729

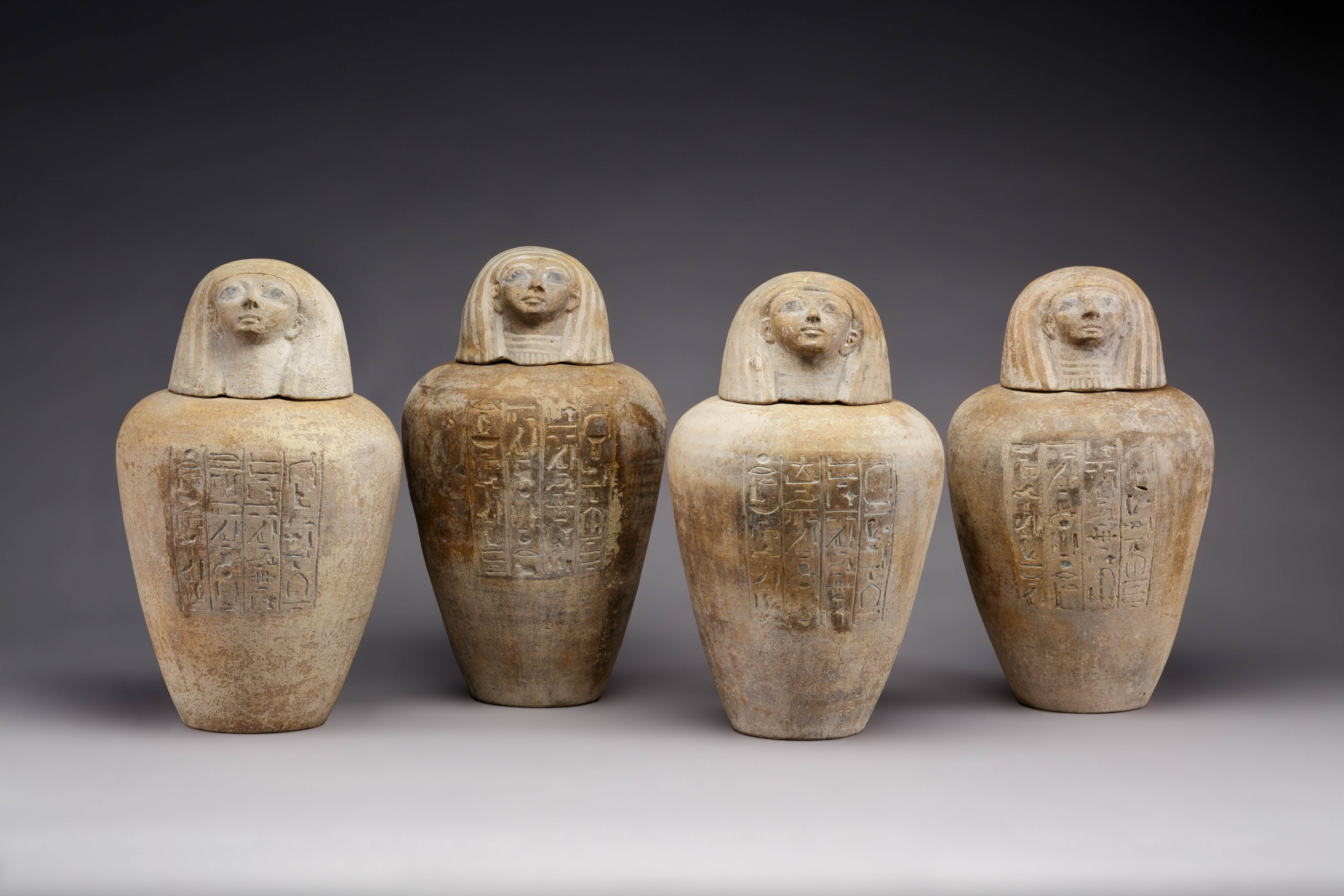
Ruiu kanópuszedényei

Az MMA 729 sír egy ókori egyiptomi sír el-Asszaszifban, a thébai nekropoliszban, amely a mai Luxorral szemben, a Nílus nyugati partján helyezkedik el. A sírba a XVIII. dinasztia idején élt Noferhaut írnok, felesége, Rennofer, fia, Amenemhat, leánya, Ruiu és fia vagy veje, Bakamon, más néven Baki temetkezett. 

## A múmiák
Noferhautot és Rennofert a sír nyugati kamrájába temették. Noferhaut Hatsepszut hercegnő (a későbbi fáraónő) fő írnoka volt, később kincstárnok és a dokumentumok őrzője lett Hatsepszut udvarában. Noferhautot és Rennofert egyszerű módon mumifikálták: a belső szerveket nem távolították el, de a testeket nátronnal kezelték. A sírhoz ettől függetlenül tartoztak kanópuszedények, de üresek maradtak. Amenemhat, Ruiu és Baki múmiáját a sír keleti kamrájába temették. Őket ugyanezen az egyszerű módon mumifikálták.
A keleti kamrából további múmiák is előkerültek, ők a család szegény rokonai vagy szolgái voltak; szándékos mumifikálásnak nem vetették alá őket. A múmiákat William C. Hayes római számokkal jelölte.
- VI – 12–15 hónapos lány, anthropoid koporsóban
- VII – hatéves fiú, négyszögletes fakoporsóban
- VIII – felnőtt nő, négyszögletes fakoporsóban, amely eredetileg Noferhaut írnoké volt
- IX – hathónaposnál fiatalabb csecsemő, anthropoid koporsóban
- X – 9–10 éves fiú, négyszögletes fakoporsóban[2]

## Galéria

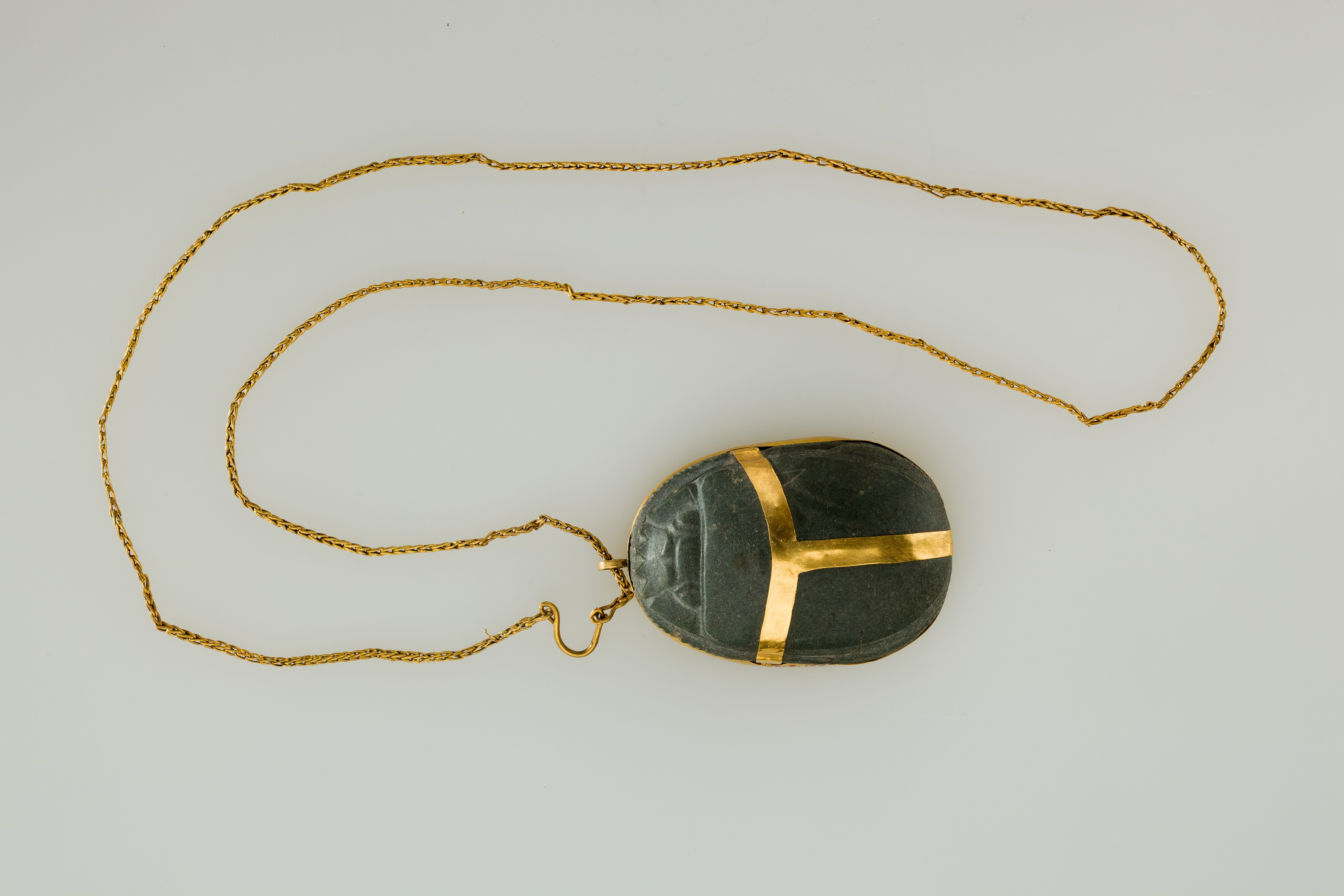
Noferhaut szívszkarabeusza
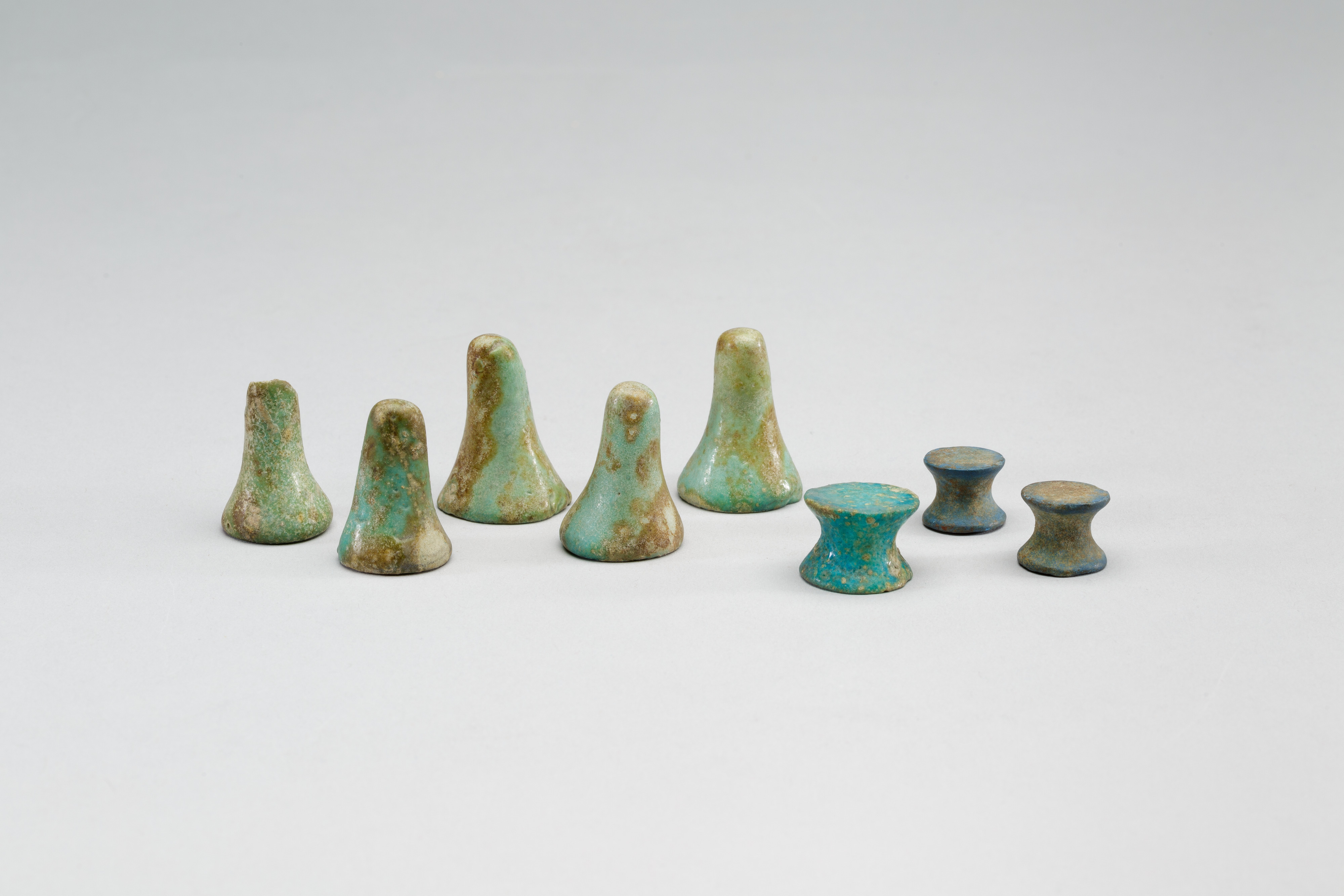
Szenetjáték bábui
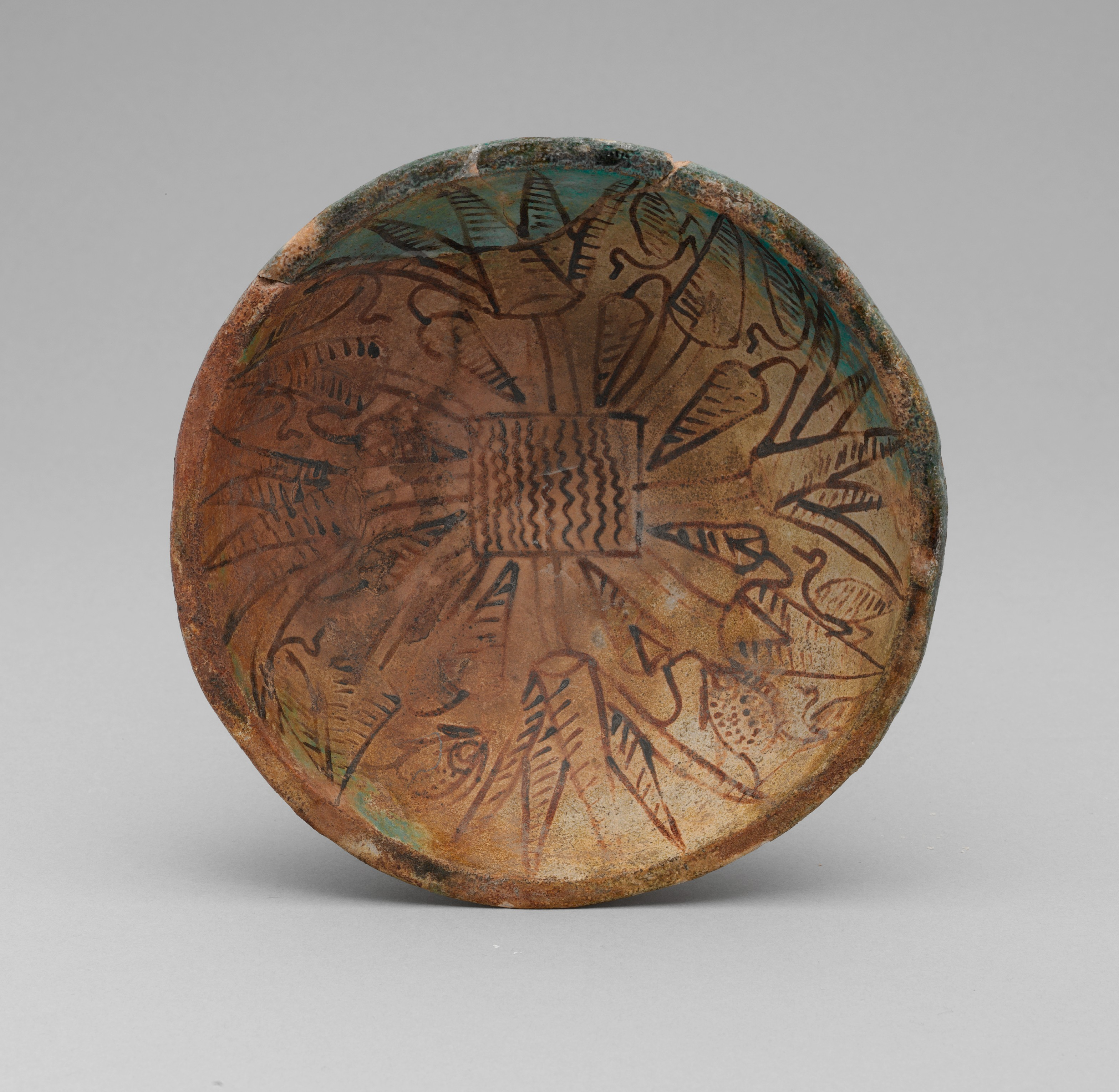
Mocsári jelenetet ábrázoló fajanszedény
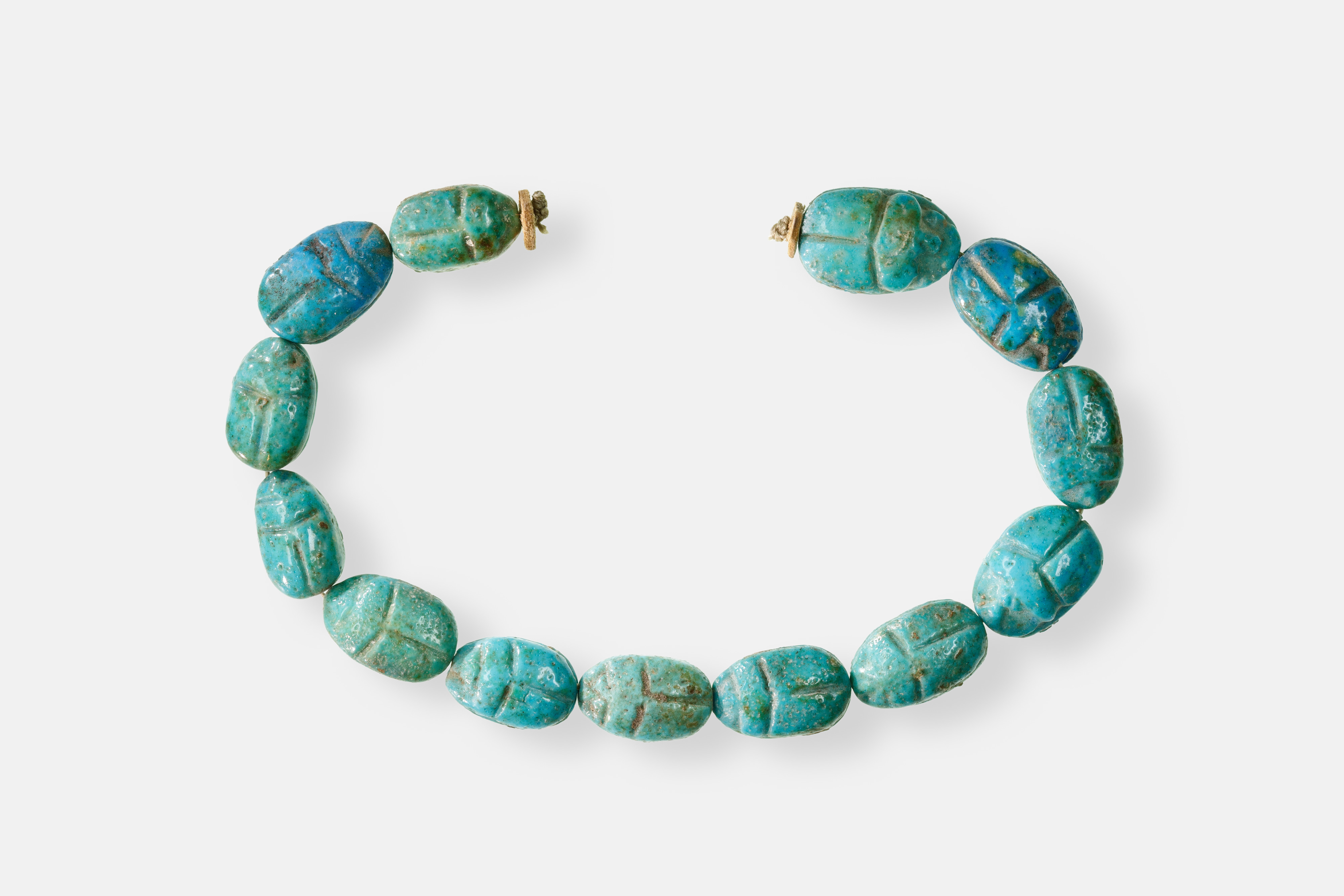
Tizenhárom az Amenemhat múmiája mellett talált 400 szkarabeuszamulett közül
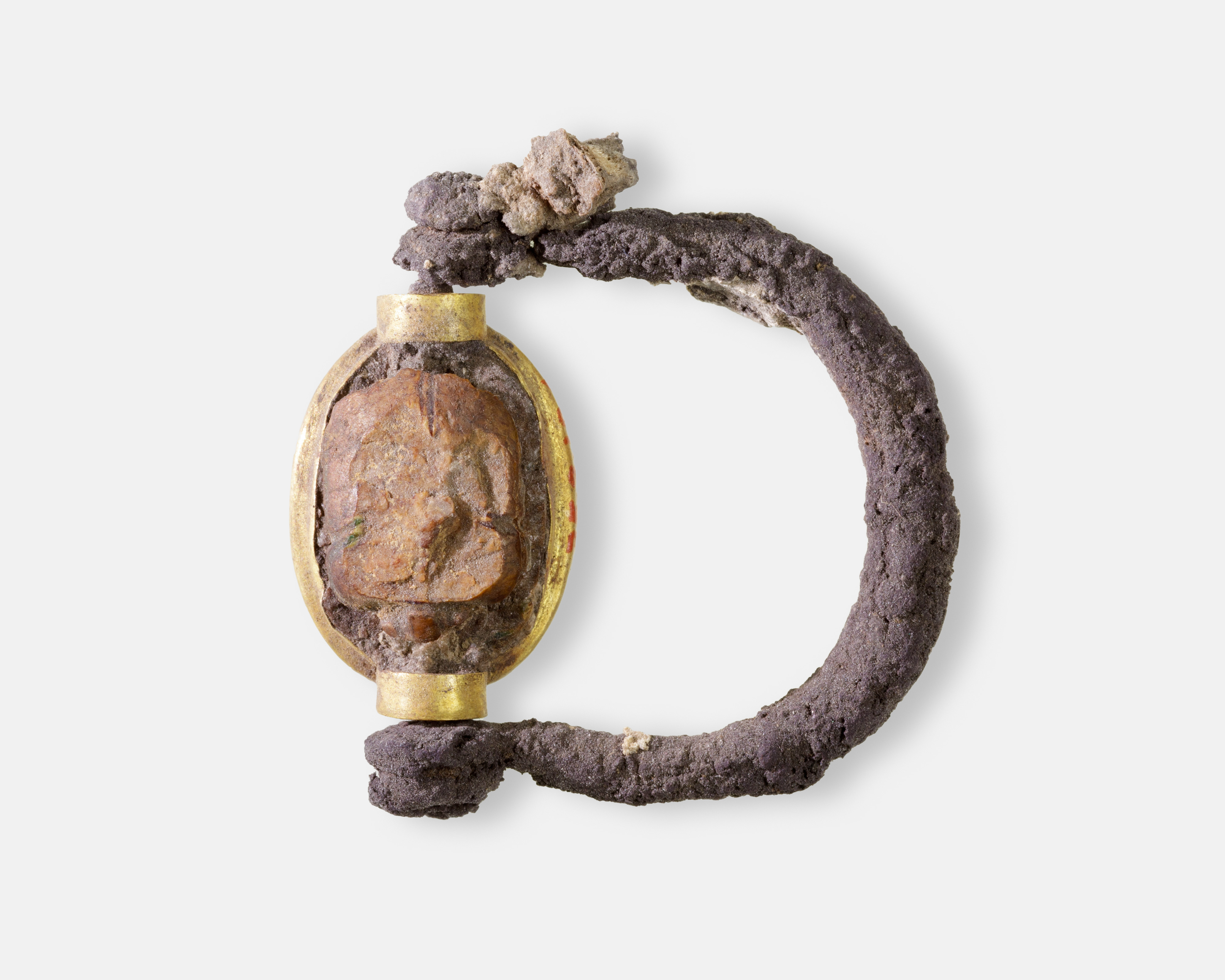
Gyűrű szkarabeuszforma kővel, aranyból, ezüstből és szteatitból. Noferhaut bal kezén találták
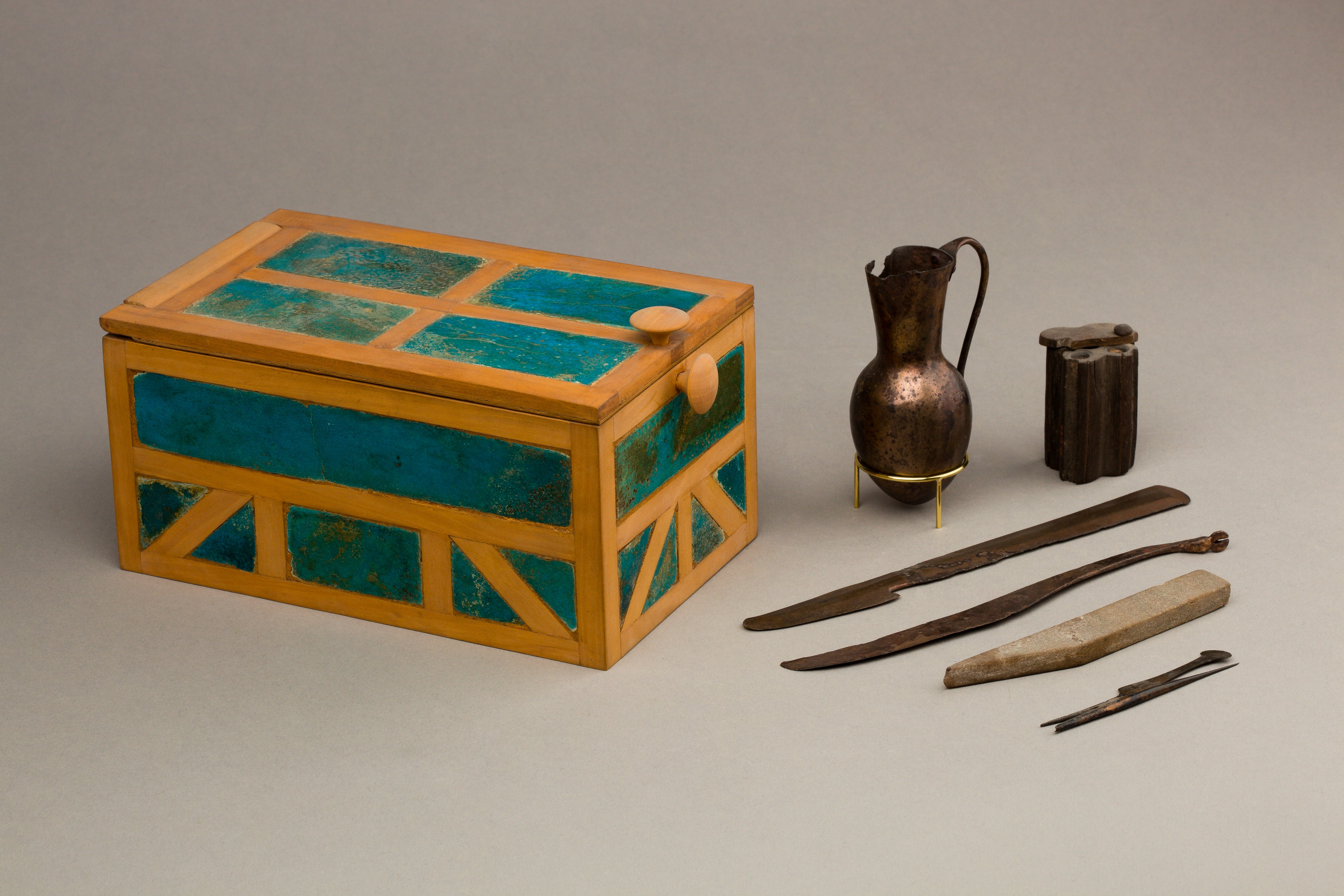
Ékszeres ládika, kis korsó, kohltartó és borotvák a sírból

## Lásd még
- MMA sírok listája

## Fordítás
- Ez a szócikk részben vagy egészben  a   MMA 729 című angol Wikipédia-szócikk ezen változatának fordításán alapul.  Az eredeti cikk szerkesztőit annak laptörténete sorolja fel. Ez a jelzés csupán a megfogalmazás eredetét és a szerzői jogokat jelzi, nem szolgál a cikkben szereplő információk forrásmegjelöléseként.